# Monesma y Cajigar
Monesma y Cajigar è un comune spagnolo di 98 abitanti situato nella comunità autonoma dell'Aragona.
Fa parte di una subregione denominata Frangia d'Aragona. Lingua d'uso, è, da sempre, un dialetto del catalano di tipo occidentale.